# Джино Сопракордеволе
Джино Сопракордеволе (італ. Gino Sopracordevole, 24 вересня 1904 — 1995) — італійський академічний веслувальник.
Срібний призер Олімпійських Ігор 1924 року в складі розпашної двійки зі стерновим.
Срібний призер Чемпіонату Європи 1923 року в складі розпашної двійки зі стерновим, бронзовий призер 1924 року в складі розпашної двійки зі стерновим.